# ゆびとま
ゆびとま（Yubitoma）は、株式会社ケイ・プランニングが運営するウェブ同窓会サイト。

## 来歴

### サイト開設
小久保徳子が、インターネット上での仮想同窓会を着想し、自らシステム構築をして同窓会サイト「この指とまれ！」を1996年5月に開設した。小久保は、2000年に、自社の有限会社ヌーベルバーグを株式会社ゆびとまに改組し、同社代表取締役に就任。2005年に、代表取締役を退任し、同社取締役名誉顧問となった。
小久保は、2006年長崎県知事選挙に無所属で立候補したが、金子原二郎に大差で敗れた。

### 経緯
2007年2月、アドテックスの民事再生法違反事件で社長の下村好男（元組長）、取締役の前田大作、菊地大輔らが逮捕されたことから、小久保の知事選の最中の2006年2月ころに、前田らがゆびとまの経営に加わった疑いが報じられる。
その後、2007年2月21日に経営陣を刷新したが、業績悪化で事業継続が困難になり、同年8月29日に株式会社この指とまれへ事業を売却した。事業売却後は、システムやパッケージ開発の業務を行うとする。

### 運営サイトの行方
サイト「この指とまれ!」は、2009年5月になり、突然運用を停止。株式会社この指とまれの所在は不明となった。5月2日に発足したとされる「ゆびとま再建委員会」なる団体が中心となり、株式会社ゆびとまエンターテインメントが設立され、同社が仮サイトを作成して、6月14日より運営を引き継いでいる。旧サービスの再開は断念し、新たなシステムを構築する方針。
その後、2010年8月にゆびとまHD株式会社（株式会社ゆびとまエンターテインメントとは、代表取締役が同一である）によって正式にサービスが再開された。
ゆびとまHD株式会社が閉鎖後は株式会社ケイ・プランニングに運営が引き継がれた。
現在は、ゆびとま再開発公団に引き継がれている。